# Futebol Clube Paços de Ferreira
Il Paços de Ferreira o Paços Ferreira, ufficialmente denominato in portoghese Futebol Clube Paços de Ferreira, è una società calcistica portoghese con sede nella città di Paços de Ferreira. Gioca nella Liga Portugal 2, la seconda divisione del campionato portoghese.
Fondato nel 1950 come Futebol Clube Vasco da Gama, il club ha vinto tre campionati portoghesi di seconda divisione.
Nella stagione 2012–13 la squadra si classifica terza e si qualifica per i preliminari di Champions League 2013-14 per la prima volta nella sua storia. Viene tuttavia eliminata nei preliminari dallo Zenit San Pietroburgo e retrocede in Europa League dove viene sorteggiata nel girone con Fiorentina, Dnipro e Pandurii.
Disputa le partite interne nell'Estádio da Capital do Móvel (5.172 posti). I colori sociali sono il giallo e il verde. I calciatori sono soprannominati Os Castores (I Castori).

## Storia

### Primordi
Originariamente il club, negli anni trenta si chiamava Sport Club Pacense. La squadra giocò per circa due decenni senza alcun riconoscimento ufficiale fino all'inserimento nelle divisioni riconosciute più basse nel 1950, col nome di Futebol Clube Vasco da Gama. Solo successivamente il club cambiò assetto, colori e sociali e assunse finalmente l'attuale denominazione, Futebol Clube Paços de Ferreira.

### Permanenza nelle serie inferiori
Il primo match col nome corrente fu disputato il 19 novembre 1950, nel quale batterono il Lousada 2–1. Agostinho Alves fu il primo marcatore della storia del Pacenses. Il club giocò nella terza divisione regionale dal 1956–57, giungendo prima. Il simbolo della squadra fu creato nel 1961–62, ed è tuttora invariato.
La storia del periodo per il club fu contraddistinta da promozioni e retrocessioni piuttosto frequenti. Partita rimasta nella storia fu quella vinta il 17 giugno 1973 con il Perosinho per 3–0. Un anno dopo vinsero nuovamente la terza divisione portoghese il 14 giugno 1974, dopo aver battuto la Estrela de Portalegre. Uomo chiave della partita fu Mascarenhas.

### Approdo in Primeira e storia recente
Dopo aver raggiunto la massima serie durante gli anni '90, il Paços retrocesse nuovamente nel 2003–04, tornando molto presto in Primeira e raggiungendo il sesto posto nel 2006-2007, qualificandosi alle qualifiche per la Coppa UEFA, prima partecipazione europea in assoluto, sotto la guida di José Mota. Tuttavia non riuscirono ad accedere alla fase finale in quanto estromessi con un totale di 1-0 dall'AZ Alkmaar.
Nonostante la partecipazione europea, la stagione 2007–08 fu molto negativa, con il Paços che giunse ultimo e che sarebbe stato retrocesso se non fosse scoppiato lo scandalo che costò l'esclusione dalla massima serie al Boavista. Nel campionato successivo, già senza il manager Mota, la squadra raggiunse un buon traguardo: un comodo piazzamento al decimo posto, ma soprattutto una nuova qualificazione in Europa come vicecampioni della Coppa di Portogallo, grazie alla sconfitta in finale per 1-0 con i campioni del Porto. I club si incontrarono nuovamente l'agosto successivo per la Supercoppa, vinta dal Porto 2-0.
Il Paços entrò nei preliminari della UEFA Europa League 2009-2010, precisamente nella seconda tornata, dove sconfissero i moldavi dello Zimbru Chisinau ma non riuscirono a ripetersi con gli israeliani dello Bnei Yehuda nell'ultima fase.
Il maggior risultato storico del Paços è avvenuto nella stagione 2012–13, dove la squadra ha raggiunto in maniera sorprendente il terzo posto in campionato, qualificandosi ai preliminari della UEFA Champions League 2013-2014. Il risultato è stato notevole se si considera che i castori hanno saputo terminare la stagione sopra squadre ben più blasonate e gettonate come Sporting Braga e Sporting CP. Il club era sotto la guida di Paulo Fonseca, che a fine stagione ha lasciato la squadra per allenare il Porto, rimpiazzato da Costinha. Gli uomini di Costinha sono stati sorteggiati contro lo Zenit San Pietroburgo per il preliminare, perdendo pesantemente in casa per 4-1.
Nella Primeira Liga 2017-2018 conclude al penultimo posto con solo 30 punti totalizzati; retrocede quindi in Segunda Liga nella stagione 2018-2019.
Nel 2020-2021 il club si classifica al quinto posto, accedendo ai preliminari di UEFA Europa Conference League. 
Nella stagione 2021-22 i luistani al terzo turno preliminare di Conference si impongono agevolmente sui nordirlandesi del Larne, ma verranno eliminati nei play-off dai londinesi del Totthenam, vincendo 1-0 in casa ma perdendo 3-0 a Londra. 

## Cronistoria
Di seguito è riportata la tabella con i piazzamenti del Paços de Ferreira in campionato e in Coppa, a partire dal 1990:
| Stag.     | Serie | Pos. | G  | V  | N  | P  | GF | GS | Pt. | Coppa      | Note                            |
| --------- | ----- | ---- | -- | -- | -- | -- | -- | -- | --- | ---------- | ------------------------------- |
| 1990-1991 | 2H    | 1    | 38 | 21 | 9  | 8  | 52 | 34 | 51  |            | promosso                        |
| 1991-1992 | 1D    | 12   | 34 | 10 | 9  | 15 | 31 | 45 | 29  | ottavi     |                                 |
| 1992-1993 | 1D    | 10   | 34 | 10 | 11 | 13 | 35 | 44 | 31  | ottavi     |                                 |
| 1993-1994 | 1D    | 16   | 34 | 7  | 12 | 15 | 31 | 49 | 26  |            | retrocesso                      |
| 1994-1995 | 2H    | 4    | 34 | 17 | 8  | 9  | 45 | 28 | 42  |            |                                 |
| 1995-1996 | 2H    | 5    | 34 | 16 | 9  | 9  | 44 | 38 | 57  |            |                                 |
| 1996-1997 | 2H    | 9    | 34 | 11 | 13 | 10 | 39 | 41 | 46  |            |                                 |
| 1997-1998 | 2H    | 13   | 34 | 8  | 17 | 9  | 34 | 39 | 41  |            |                                 |
| 1998-1999 | 2H    | 11   | 34 | 10 | 14 | 10 | 38 | 35 | 44  | ottavi     |                                 |
| 1999-2000 | 2H    | 1    | 34 | 19 | 8  | 7  | 56 | 31 | 65  |            | promosso                        |
| 2000-2001 | 1D    | 9    | 34 | 12 | 12 | 10 | 47 | 39 | 48  | quarti     |                                 |
| 2001-2002 | 1D    | 8    | 34 | 12 | 10 | 12 | 41 | 44 | 46  | ottavi     |                                 |
| 2002-2003 | 1D    | 6    | 34 | 12 | 9  | 13 | 40 | 47 | 45  | semifinale |                                 |
| 2003-2004 | 1D    | 17   | 34 | 8  | 4  | 22 | 27 | 53 | 28  |            | retrocesso                      |
| 2004-2005 | 2H    | 1    | 34 | 20 | 9  | 5  | 60 | 43 | 69  |            | promosso                        |
| 2005-2006 | 1D    | 11   | 34 | 11 | 9  | 14 | 38 | 49 | 42  |            |                                 |
| 2006-2007 | 1D    | 6    | 30 | 10 | 12 | 8  | 31 | 36 | 42  |            | qualificato in Coppa Uefa       |
| 2007-2008 | 1D    | 15   | 30 | 6  | 7  | 17 | 31 | 49 | 25  |            |                                 |
| 2008-2009 | 1D    | 10   | 30 | 8  | 8  | 14 | 33 | 42 | 34  | finale     | qualificato in Coppa Uefa       |
| 2009-2010 | 1D    | 9    | 30 | 8  | 11 | 11 | 32 | 37 | 35  | quarti     |                                 |
| 2010-2011 | 1D    | 7    | 30 | 10 | 11 | 9  | 35 | 42 | 41  |            |                                 |
| 2011-2012 | 1D    | 10   | 30 | 8  | 7  | 15 | 35 | 53 | 31  |            |                                 |
| 2012-2013 | 1D    | 3    | 30 | 14 | 12 | 4  | 42 | 29 | 54  | semifinale | qualificato in Champions League |
| 2013-2014 | 1D    | 16   | 30 | 6  | 6  | 18 | 28 | 59 | 24  | ottavi     |                                 |
| 2014-2015 | 1D    | 8    | 34 | 12 | 11 | 11 | 40 | 45 | 47  | ottavi     |                                 |
| 2015-2016 | 1D    | 7    | 34 | 13 | 10 | 11 | 43 | 42 | 49  |            |                                 |
| 2016-2017 | 1D    | 13   | 34 | 8  | 13 | 14 | 32 | 45 | 36  |            |                                 |
| 2017-2018 | 1D    | 17   | 34 | 7  | 9  | 18 | 33 | 59 | 30  |            | retrocesso                      |
| 2018-2019 | 2L    | 1    | 34 | 23 | 5  | 6  | 50 | 21 | 74  | ottavi     | promosso                        |
| 2019-2020 | 1D    | 13   | 34 | 11 | 6  | 17 | 36 | 52 | 39  | quarti     |                                 |

1D: prima divisione; 2H: Liga de Honra (seconda divisione); 2L: Segunda Liga (seconda divisione).
- Nota stagione 2012-2013: miglior piazzamento mai raggiunto in campionato.

## Palmarès

### Competizioni nazionali
- Segunda Liga: 4  (record)

1990-1991, 1999-2000, 2004-2005, 2018-2019
- Terceira Divisão: 1

1973-1974

### Altri piazzamenti
- Campionato portoghese:

Terzo posto: 2012-2013
- Coppa del Portogallo:

Finalista: 2008-2009
Semifinalista: 2002-2003, 2012-2013
- Coppa di Lega portoghese:

Finalista: 2010-2011
- Supercoppa di Portogallo:

Finalista: 2009

## Statistiche e record

### Statistiche nelle competizioni UEFA
Tabella aggiornata alla fine della stagione 2018-2019.
| Competizione                  | Partecipazioni | G  | V | N | P | RF | RS |
| ----------------------------- | -------------- | -- | - | - | - | -- | -- |
| UEFA Champions League         | 1              | 2  | 0 | 0 | 2 | 3  | 8  |
| Coppa UEFA/UEFA Europa League | 3              | 12 | 1 | 5 | 6 | 2  | 11 |

## Organico

### Rosa 2024-2025
Aggiornata al 14 febbraio 2025.
| N. |                        | Ruolo | Calciatore         |
| -- | ---------------------- | ----- | ------------------ |
| 2  | Brasile (bandiera)     | D     | Ícaro              |
| 3  | Brasile (bandiera)     | D     | Diegão             |
| 4  | Portogallo (bandiera)  | D     | Gonçalo Cardoso    |
| 5  | Portogallo (bandiera)  | D     | Vitorino Antunes   |
| 6  | Portogallo (bandiera)  | C     | João Caiado        |
| 7  | Portogallo (bandiera)  | C     | Gonçalo Nogueira   |
| 8  | Brasile (bandiera)     | C     | Welton             |
| 9  | Bielorussia (bandiera) | A     | Uladzislaŭ Marozaŭ |
| 11 | Belgio (bandiera)      | A     | Ivan Pavlić        |
| 12 | Brasile (bandiera)     | P     | Jeimes             |
| 13 | Portogallo (bandiera)  | A     | João Pinto         |
| 16 | Togo (bandiera)        | P     | Malcolm Barcola    |
| 17 | Brasile (bandiera)     | D     | Marcos Paulo       |
| 18 | Portogallo (bandiera)  | C     | Rui Pedro          |

| N. |                                | Ruolo | Calciatore       |
| -- | ------------------------------ | ----- | ---------------- |
| 19 | Portogallo (bandiera)          | A     | Rui Fonte        |
| 21 | Brasile (bandiera)             | D     | Anilson          |
| 22 | Portogallo (bandiera)          | C     | Miguel Mota      |
| 23 | Ecuador (bandiera)             | D     | Erick Ferigra    |
| 24 | Portogallo (bandiera)          | P     | Zé Pedro         |
| 27 | Burkina Faso (bandiera)        | C     | Joffrey Bazié    |
| 28 | Portogallo (bandiera)          | P     | José Marafona    |
| 30 | Portogallo (bandiera)          | C     | Costinha         |
| 32 | Senegal (bandiera)             | C     | Aliou Niang      |
| 34 | Portogallo (bandiera)          | C     | Tomás Teixeira   |
| 36 | Guinea-Bissau (bandiera)       | C     | Mutaru Baldé     |
| 79 | Portogallo (bandiera)          | C     | Afonso Rodrigues |
| 90 | São Tomé e Príncipe (bandiera) | C     | Ronaldo Lumungo  |
| 99 | Portogallo (bandiera)          | A     | André Liberal    |

### Rosa 2023-2024
Aggiornata al 9 luglio 2023.
| N. |                       | Ruolo | Calciatore       |
| -- | --------------------- | ----- | ---------------- |
| 1  | Brasile (bandiera)    | P     | Jordi            |
| 3  | Portogallo (bandiera) | D     | Nuno Lima        |
| 4  | Portogallo (bandiera) | D     | Pedro Ganchas    |
| 5  | Portogallo (bandiera) | D     | Vitorino Antunes |
| 6  | Scozia (bandiera)     | C     | Jordan Holsgrove |
| 7  | Curaçao (bandiera)    | A     | Nigel Thomas     |
| 8  | Nigeria (bandiera)    | C     | Abbas Ibrahim    |
| 9  | Brasile (bandiera)    | A     | Zé Uilton        |
| 10 | Argentina (bandiera)  | C     | Nicolás Gaitán   |
| 11 | Brasile (bandiera)    | A     | Kayky            |
| 13 | Brasile (bandiera)    | A     | Arthur Sales     |
| 14 | Svizzera (bandiera)   | C     | Bastien Toma     |
| 15 | Cile (bandiera)       | A     | Juan Delgado     |
| 16 | Portogallo (bandiera) | C     | Matchoi Djaló    |
| 17 | Spagna (bandiera)     | A     | Adrián Butzke    |
| 18 | Portogallo (bandiera) | C     | Tiago Ribeiro    |

| N. |                       | Ruolo | Calciatore      |
| -- | --------------------- | ----- | --------------- |
| 20 | Portogallo (bandiera) | D     | Luís Bastos     |
| 21 | Portogallo (bandiera) | D     | Jorge Silva     |
| 22 | Brasile (bandiera)    | C     | Luíz Carlos     |
| 23 | Ecuador (bandiera)    | D     | Erick Ferigra   |
| 24 | Portogallo (bandiera) | P     | José Oliveira   |
| 26 | Portogallo (bandiera) | C     | Rui Pires       |
| 27 | Benin (bandiera)      | A     | Angel Chibozo   |
| 28 | Portogallo (bandiera) | P     | José Marafona   |
| 32 | Brasile (bandiera)    | D     | Flávio Ramos    |
| 33 | Portogallo (bandiera) | C     | Vasco Sousa     |
| 34 | Portogallo (bandiera) | D     | Tiago Ilori     |
| 41 | Portogallo (bandiera) | C     | Mauro Couto     |
| 98 | Slovenia (bandiera)   | P     | Igor Vekič      |
|    | Argentina (bandiera)  | C     | Cristian Parano |
|    | Francia (bandiera)    | C     | Gorby           |
|    | Brasile (bandiera)    | D     | Marcos Paulo    |

### Rosa 2022-2023
Aggiornata al 17 febbraio 2023.
| N. |                       | Ruolo | Calciatore       |
| -- | --------------------- | ----- | ---------------- |
| 1  | Brasile (bandiera)    | P     | Jordi            |
| 3  | Portogallo (bandiera) | D     | Nuno Lima        |
| 4  | Portogallo (bandiera) | D     | Pedro Ganchas    |
| 5  | Portogallo (bandiera) | D     | Vitorino Antunes |
| 6  | Scozia (bandiera)     | C     | Jordan Holsgrove |
| 7  | Curaçao (bandiera)    | A     | Nigel Thomas     |
| 8  | Nigeria (bandiera)    | C     | Abbas Ibrahim    |
| 9  | Brasile (bandiera)    | A     | Zé Uilton        |
| 10 | Argentina (bandiera)  | C     | Nicolás Gaitán   |
| 11 | Brasile (bandiera)    | A     | Kayky            |
| 13 | Brasile (bandiera)    | A     | Arthur Sales     |
| 14 | Svizzera (bandiera)   | C     | Bastien Toma     |
| 15 | Cile (bandiera)       | A     | Juan Delgado     |
| 16 | Portogallo (bandiera) | C     | Matchoi Djaló    |
| 17 | Spagna (bandiera)     | A     | Adrián Butzke    |
| 18 | Portogallo (bandiera) | C     | Tiago Ribeiro    |

| N. |                          | Ruolo | Calciatore           |
| -- | ------------------------ | ----- | -------------------- |
| 20 | Portogallo (bandiera)    | D     | Luís Bastos          |
| 19 | Francia (bandiera)       | A     | N'Dri Philippe Koffi |
| 21 | Portogallo (bandiera)    | D     | Jorge Silva          |
| 22 | Brasile (bandiera)       | C     | Luíz Carlos          |
| 23 | Ecuador (bandiera)       | D     | Erick Ferigra        |
| 24 | Portogallo (bandiera)    | P     | José Oliveira        |
| 26 | Portogallo (bandiera)    | C     | Rui Pires            |
| 27 | Portogallo (bandiera)    | D     | João Vigário         |
| 28 | Portogallo (bandiera)    | P     | José Marafona        |
| 32 | Brasile (bandiera)       | D     | Flávio Ramos         |
| 33 | Portogallo (bandiera)    | C     | Vasco Sousa          |
| 34 | Portogallo (bandiera)    | D     | Tiago Ilori          |
| 41 | Portogallo (bandiera)    | C     | Mauro Couto          |
| 98 | Slovenia (bandiera)      | P     | Igor Vekič           |
|    | Argentina (bandiera)     | C     | Cristian Parano      |
|    | Guinea-Bissau (bandiera) | A     | Hernâni Infande      |

### Rosa 2021-2022
| N. |                       | Ruolo | Calciatore                |
| -- | --------------------- | ----- | ------------------------- |
| 1  | Brasile (bandiera)    | P     | Jordi                     |
| 2  | Portogallo (bandiera) | D     | Marco Baixinho (capitano) |
| 3  | Portogallo (bandiera) | D     | Nuno Lima                 |
| 4  | Ecuador (bandiera)    | D     | Erick Ferigra             |
| 5  | Portogallo (bandiera) | D     | Vitorino Antunes          |
| 6  | Brasile (bandiera)    | D     | Maracás                   |
| 7  | Portogallo (bandiera) | A     | Hélder Ferreira           |
| 8  | Nigeria (bandiera)    | C     | Abbas Ibrahim             |
| 9  | Brasile (bandiera)    | C     | Zé Uilton                 |
| 10 | Brasile (bandiera)    | A     | Denílson                  |
| 12 | Brasile (bandiera)    | P     | Jeimes                    |
| 13 | Portogallo (bandiera) | P     | André Ferreira            |
| 15 | Cile (bandiera)       | C     | Juan Delgado              |
| 16 | Portogallo (bandiera) | C     | Matchói Djaló             |
| 20 | Portogallo (bandiera) | D     | Luís Bastos               |

| N. |                       | Ruolo | Calciatore        |
| -- | --------------------- | ----- | ----------------- |
| 21 | Portogallo (bandiera) | D     | Jorge Silva       |
| 22 | Brasile (bandiera)    | C     | Luíz Carlos       |
| 23 | Brasile (bandiera)    | A     | Lucas Silva       |
| 24 | Francia (bandiera)    | C     | Mohamed Diaby     |
| 26 | Portogallo (bandiera) | C     | Rui Pires         |
| 27 | Portogallo (bandiera) | D     | João Vigário      |
| 29 | Portogallo (bandiera) | D     | Fernando Fonseca  |
| 32 | Brasile (bandiera)    | D     | Flávio Ramos      |
| 45 | Portogallo (bandiera) | A     | João Pedro        |
| 46 | Canada (bandiera)     | C     | Stephen Eustáquio |
| 77 | Portogallo (bandiera) | A     | Nuno Santos       |
| 98 | Slovenia (bandiera)   | P     | Igor Vekič        |
|    | Argentina (bandiera)  | C     | Nicolás Gaitán    |
|    | Argentina (bandiera)  | C     | Cristian Parano   |

### Rosa 2020-2021
| N. |                       | Ruolo | Calciatore          |
| -- | --------------------- | ----- | ------------------- |
| 1  | Brasile (bandiera)    | P     | Jordi               |
| 2  | Portogallo (bandiera) | D     | Marco Baixinho      |
| 5  | Portogallo (bandiera) | D     | Pedro Rebocho       |
| 6  | Spagna (bandiera)     | C     | Martín Calderón     |
| 7  | Portogallo (bandiera) | A     | Hélder Ferreira     |
| 8  | Nigeria (bandiera)    | C     | Abbas Ibrahim       |
| 9  | Brasile (bandiera)    | D     | Zé Uilton           |
| 10 | Portogallo (bandiera) | C     | Bruno Costa         |
| 11 | Sudafrica (bandiera)  | A     | Luther Singh        |
| 15 | Argentina (bandiera)  | C     | Cristian Parano     |
| 16 | Portogallo (bandiera) | C     | Matchói Djaló       |
| 17 | Portogallo (bandiera) | A     | Adriano Castanheira |
| 18 | Israele (bandiera)    | A     | Dor Jan             |
| 20 | Portogallo (bandiera) | D     | David Sualehe       |

| N. |                       | Ruolo | Calciatore        |
| -- | --------------------- | ----- | ----------------- |
| 21 | Portogallo (bandiera) | D     | Jorge Silva       |
| 22 | Brasile (bandiera)    | C     | Luíz Carlos       |
| 23 | Brasile (bandiera)    | A     | Lucas Silva       |
| 24 | Francia (bandiera)    | C     | Mohamed Diaby     |
| 26 | Brasile (bandiera)    | D     | Maracás           |
| 29 | Portogallo (bandiera) | D     | Fernando Fonseca  |
| 31 | Brasile (bandiera)    | P     | Michael           |
| 34 | Portogallo (bandiera) | D     | Pedro Marques     |
| 44 | Brasile (bandiera)    | D     | Marcelo           |
| 45 | Portogallo (bandiera) | A     | João Pedro        |
| 46 | Canada (bandiera)     | C     | Stephen Eustáquio |
| 55 | Portogallo (bandiera) | D     | Vitorino Antunes  |
| 77 | Portogallo (bandiera) | A     | João Amaral       |
| 99 | Brasile (bandiera)    | A     | Douglas Tanque    |

### Rose delle stagioni precedenti
- 2011-2012
- 2014-2015
- 2015-2016